# 名好郡

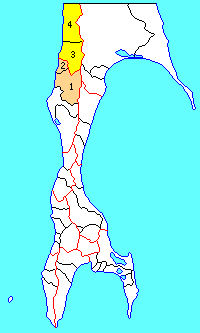
樺太・名好郡の位置（1.恵須取町 2.塔路町 3.名好町 4.西柵丹村 橙：後に他郡に所属した区域）

名好郡（なよしぐん）は、日本の領有下において樺太に存在した郡。
以下の1町1村を含んだ。
- 名好町
- 西柵丹村

## 郡域
1915年（大正4年）に行政区画として発足した当時の郡域は、恵須取町、塔路町、名好町、西柵丹村の3町1村の区域に相当する。

## 歴史

### 古代
名好郡域では、古墳時代の4世紀ころには鈴谷文化が、5世紀ころからオホーツク文化が栄えた。
オホーツク文化は、古代の文献『日本書紀』や『続日本紀』に記述が見え、飛鳥時代に阿倍比羅夫と交戦した粛慎 (みしわせ)とされる。その後、擦文文化進出にともない、オホーツク人は樺太南部から駆逐された。
平安時代中期（11世紀初め）に、擦文文化が名好郡域にも進出。擦文文化の担い手は、アイヌの祖先集団に相当する。当時、和人社会において武士が台頭しはじめ、矢羽や甲冑などの材料としてワシ羽や海獣皮の需要が高まっており、重要な交易品としてこれらを確保するのが目的だったようである。オオワシ羽やアザラシ皮などは安倍氏や奥州藤原氏をはじめとする奥羽の豪族を経由し全国に流通した。同時に、和人社会から流通する物資が増えたことが、擦文文化からアイヌ文化へ転換するきっかけになったとみられる。

### 中世
鎌倉時代には、十三湊を拠点に蝦夷・えみしの子孫を自称する蝦夷管領・安東氏が唐子と呼ばれる蝦夷（アイヌ）を統括（『諏訪大明神絵詞』） し、奥州藤原氏を引き継ぐかたちで日本海北部を中心にかなり広範囲にわたって活動していたという（『廻船式目』）。中世の安東氏は、陸の豪族であるとともに安藤水軍を擁し、蝦夷社会での騒乱時には、しばしば津軽海峡以北に出兵した。
また、永仁年間に日蓮宗の僧・日持上人が布教のため渡樺し、北樺太西岸のオッチシ（落石、ニヴフ名:イドイー）から大陸に渡航したと伝わる。

#### 吉里迷・蒙古と唐子エゾ陣営の戦い
唐子エゾ（骨嵬）が樺太を北上し、ワシ羽などの産品をめぐり北樺太に住む吉里迷（ギレミ、吉烈滅）と軋轢が生じた。吉里迷は冊封体制下にあり自身が臣従する元（モンゴル人の建てた王朝）に対し「骨嵬（クイ）」や「亦里于（イリウ）」が攻めてくると訴えたため、モンゴルの樺太侵攻を招いた。ただし、遠隔地、しかも人口希薄地帯における大軍派遣や常駐は、徴発や略奪による現地調達は難しく、兵糧や戦略物資の補給など兵站面で大変厳しかった。実際、間宮海峡の対岸、当時の大陸の黒龍江下流は流刑地となっており、流刑者や少数の屯田がみられたが消費する衣食の自活は難しく、関内からの輸送費がかさみ問題となっていたという。このため、海峡を越えて樺太から攻めてくる「南からの骨嵬（唐子エゾ）の襲来」に手を焼いたとされる。
一方、アイヌ人口は少なく兵力は多くて数百人とされ、武器の材料となる鉄なども和人社会から供給を受けていた。後世、名好村の北小沢遺跡からは鉄刀や鍔などの出土もみられる。また、北樺太の住人のニヴフの一部やオロッコを加えても、蒙古の兵力に遠く及ばず対抗は極めて難しい。にもかかわらず、蒙古は1264年から半世紀近くの間に数千人、万人単位の兵や船1000艘など大規模なものだけでも複数回（二桁）にわたり派遣している（『元史』、『元文類』巻四十一）。
以上のことから、当時、北海道や樺太周辺で活動し組織的に蒙古に対抗しうる勢力の存在を示唆しており、これに該当するのは安藤水軍を擁する安東氏以外になく、唐子エゾは安東氏の連携や支援を受け、半世紀近く戦い続けたとみられる。1275年（建治元年）に書かれた 日蓮遺文『種種御振舞御書』には、蝦夷の争乱を収めるため出兵した安藤五郎が、頸を取られたことが記されており、蒙古と戦ったとする見解もある。また、『元文類』巻四十一には、骨嵬（唐子エゾ）陣営が黒龍江流域に攻め込んだ記録が見える。唐子エゾ陣営と蒙古はほぼ互角に戦い、1308年（徳治3年/延慶元年）に唐子側から停戦条件を提示し実質「和睦」して戦闘をやめ、交易するようになった。この際、安東氏は交戦継続派と停戦派に分かれ安藤氏の乱の原因になったという。その後、蒙古（元）は、明との争いが続き1368年（南朝:正平23年、北朝:応安元年）中国大陸の支配権を失い北走、大陸の黒竜江下流域もしばらく空白地帯となっていた（その後については、波羅河衛も参照）。

#### 関東御免船
室町時代になり、安東水軍は関東御免船として活動し、和産物を蝦夷社会へ供給するとともに北方産品を大量に仕入れ全国に出荷していた（『十三往来』）。応永年間になると安東氏は「北海の夷狄動乱」を平定し、日之本将軍と称した。
15世紀末の文明17年（1485年）には、蝦夷管領の代官武田信広（松前家の祖）に銅雀台瓦硯を献上し、唐子の乙名がその配下になったと伝わる（『福山秘府』）。当時の唐子は、後の西蝦夷地に相当する北海道日本海側や北海岸および樺太南部に居住し、十三湊や渡党の領域まで赴き生活必需品などを入手（城下交易も参照）していた。

### 近世
江戸時代になると、慶長8年（1603年）西蝦夷地に属する名好郡域は宗谷に置かれた役宅の管轄となり、貞享2年（1685年）からは宗谷場所に含まれた。これ以降、名好郡域の住民樺太アイヌたちは、和人地まで赴かずに生活必需品の入手が可能となる。元禄13年（1700年）、松前藩から幕府に提出された松前島郷帳に「せうや」の記載があり、これは後の名好町北宗谷に相当。宝暦2年（1752年）ころシラヌシ（本斗郡好仁村白主）で交易がはじまり、寛政2年（1790年）松前藩が樺太商場（場所）を開設。樺太場所開設時の場所請負人は阿部屋村山家。これ以降、名好郡域の住民は白主やトンナイ（ホントケシ、本斗郡本斗町）で生活物資を入手できるようになった。また、幕府は勤番所を置いた。交易の拠点や藩の出先機関の機能を兼ねる運上屋では、撫育政策としてオムシャなども行われた。オムシャでは老病者に対する扶助（介抱）、乙名や小使、土産取など役蝦夷の任命がおこなわれた。当時の地方行政の詳細については、場所請負制成立後の行政や江戸時代の日本の人口統計も参照。その後、場所請負人は、寛政8年から大阪商人・小山屋権兵衛と藩士・板垣豊四郎、翌9年からは板垣豊四郎が単独で請け負う。寛政12年（1800年）松前藩、カラフト場所直営。直営時代は藩士・高橋荘四郎と目谷安二郎が管理し、兵庫商人・柴屋長太夫が仕入れを請負った。

#### アイヌ乙名の山丹渡航
18世紀後半、交易相手のスメレンクル夷や山丹人を、ナヨロ（泊居郡名寄村）の惣乙名が殺害したため、名好郡域に近いウショロ（鵜城郡）のアイヌ乙名も満州人から朝貢交易を強いられ（『北夷分界余話』）、郷長（ガシャン・ダ）の称号を与えられた（冊封）。アイヌたちが山丹に出向くのは数年に一度程度であったが、負担は大きかったようである。
ただし、アイヌたちは幕藩体制下の郷村制の役職も持ちながら山丹渡航しており、薩摩藩の附庸国であった琉球王国に近い位置づけの外交関係や交易形態であった。
紛争などが原因で朝貢を強要された例は、他に李氏朝鮮の仁祖があり、その経緯は大清皇帝功徳碑も参照されたい。

#### 第一次幕領期
文化4年（1807年）の文化露寇 の影響で、当時、西蝦夷地に属した名好郡域は松前奉行の管轄する公議御料となる（〜1821年、第一次幕領期）。以降、樺太場所請負人は柴屋長太夫。文化6年(1809年)、西蝦夷地から分立した樺太を北蝦夷地に改称。同年、樺太場所は栖原家と伊達家が共同で明治8年(1875年)まで請負った。
北方情勢が安定した文政4年（1821年）、名好郡域は松前藩領に復した。
山丹交易改革
アイヌたちは交易で来航する山丹人に対し莫大な借財を負っており、働き手の成人アイヌが山丹人に連れ去られ、その妻子が困窮したり集落がなくなる場所もあったとされる（『蝦夷草紙後編』）。また、借財のかたに山丹人に連行されたアイヌが、後に山丹船でエストルに姿を見せたこともあったという。
当時、深刻なアイヌの窮状は樺太踏査した幕吏の知るところとなり、松田伝十郎 が山丹交易を幕府直営とし、白主会所のみの取引とした。またこの改革で、山丹人に対する借財のうち、アイヌが支払いできない分を幕府が立替え救済。ただし、その後生計を立てるため過酷な労働条件の漁場などに出稼ぎする者もいた。この改革では、同時にアイヌ乙名たちの山丹渡航も禁じた。

#### 松前藩や江戸幕府による北蝦夷地検分
享和元年（1801年）には、高橋次太夫（一貫） らにより、西岸のショウヤ岬（名好町北宗谷）までの踏査が実施された（『唐太雑記』）。
文化5年、松田伝十郎 とともに間宮林蔵が北樺太方面を調査。郡域内では、恵須取などに立ち寄った。当時の名好郡域は、人家も少なくウショロアイヌの漁場であった。また、山丹人が頻繁に姿を現す最南端でもあったという。この年の秋、再調査のため間宮が訪れリョナイ（名好町千緒）のアイヌ乙名の家に滞在した（本陣も参照）。樺太の呼称が北蝦夷と定まった翌6年6月にも立ち寄っている。
幕末には国境交渉に備え、安政元年(1854年)6月、幕府は支配勘定上川侍次郎を西海岸の北緯50度線のすぐ北側にあるホロコタン(幌渓)まで調査させ、松前藩土今井八九郎は進んでナッコ(北樺太、ラッカ・拉喀とも。露名ラハ)まで調査した。
その結果、公儀の撫育、即ち会所（運上屋）にておこなわれるオムシャでの役蝦夷の任命、周辺の役蝦夷からの掟書きの伝達（法の適用）や住民の宗門人別改帳（戸籍）の作成、漁場などでの就労、老病者への御救米の支給（介抱）など、樺太西岸のアイヌ居住地北限のホロコタン(幌渓、露名ピリポ)まで、何らかの形で撫育や介抱（今で言う日本の統治）が及んでいることが判明した。
また、ロシア人は、1853年（嘉永6年）よりも後から、 スメレンクル夷の住む北樺太オッチシ（落石、ニヴフ名:イドイー）周辺に石炭採掘者が少数いるのみで、樺太南部の日本の統治が及ぶ地域に未到達・否混住であることが確認された。

#### 幕末の樺太警固（第二次幕領期）
安政2年（1855年）日露和親条約では樺太方面の国境の確定を先送りされた。同年から樺太を含む蝦夷地全域が再び公議御料となり、秋田藩が名好郡域の警固を行い、冬季は漁場の番屋に詰める番人をそのまま武装化し、足軽に取り立て警固した。

#### 大野藩準領ウショロ場所
安政5年（1858年）、大野藩（藩主:土井利忠）の準領、ウショロ（鵜城）場所（ウショロ領、領の項も参照）に含まれた。その範囲は北蝦夷地西浦の鵜城郡域と名好郡および北緯50度線のすぐ北側の北樺太ホロコタン（幌渓）までの地域にあたる。安政6年（1859年）3月、越前大野藩士・早川弥五左衛門ら30名が、カラフト奥地開発のため藩船「大野丸」でウショロに着任した。
幕末の状況について、「北海道歴検図」のカラフトの部分の絵図と松浦武四郎の「北蝦夷山川地理取調図」等 によると、露宿（宿泊施設）については、西海岸のナヤス(名好郡名好村)以北のみに「露宿」と表記されたテント風の絵が描かれており、本斗安別線の前身の道がホロコタン方面へ通じていたようである。なお、樺太全土が日露雑居地とされたのは慶応3年（1867年）の樺太雑居条約締結以降である。

### 大政奉還後
慶応4年（1868年）4月12日、箱館裁判所(閏4月24日に箱館府と改称)の管轄となり、明治2年（1869年）北蝦夷地を樺太州（国）と改称。同年、開拓使直轄領となった。明治3年（1870年）開拓使と分離し、樺太開拓使領を経て、明治4年（1871年）北海道開拓使と再統合され開拓使直轄領に復した。同年8月29日、廃藩置県。このころ行われた文明開化期の事象としては、神仏分離令、壬申戸籍編製、散髪脱刀令、平民苗字必称義務令公布などが挙げられる。アイヌは百姓身分だったため、平民となった。明治8年（1875年）、樺太千島交換条約によりロシア領とされた。同条約第六款では露領時代も日本人の漁業権が認められており、久春内から樺太北端までは北西海岸漁区の範囲に含まれた。

### ロシアの侵出
安政2年（1855年）の日露和親条約で樺太の国境が未確定のまま棚上げ先送りとなったため、文久2年（1862年）ころからシルトッタンナイ(名好村古津、西柵丹村との境)付近に在留ロシア人・ヂャチコーフがおり、文久3年（1863年）のアイヌ身柄強奪事件を引き起こした（ロシア軍艦対馬占領事件や帝国主義・南下政策も参照）。
1867年締結の樺太全土を日露雑居地とする樺太雑居条約を受け、樺太放棄までに名好郡域にロシア人侵出。

### 日本領復帰後
- 1905年（明治38年）
  - 7月 - 日露戦争・樺太の戦いで、日本軍第13師団が占領。31日、在樺太ロシア軍降伏。
  - 8月1日 - 軍政が敷かれる。
  - 8月28日 - 内務省下樺太民政署の管轄となる。
  - 9月1日 - 日露休戦条約を締結。
  - 9月4日 - 樺太民政署マウカ支所クスンナイ（久春内）出張所の管轄となる。
  - 9月5日 - ポーツマス条約締結により日本領に復帰。
- 1907年（明治40年）3月14日 - 内務省の下部組織樺太庁発足、マウカ支庁ナヤシ（名好）出張所の管轄となる。
- 1908年（明治41年）
  - 4月 - 管轄支庁を真岡支庁名好出張所に改称。
  - 12月 - 真岡支庁名好出張所が独立して名好支庁が発足。
- 1909年（明治42年） - 樺太庁令で「部落総代規定」を制定。主要集落に町村長に相当する総代を置き、行政事務をおこなうこととした。
- 1913年（大正2年）
  - 6月 - 管轄支庁を久春内支庁に改称。旧・名好支庁が北名好出張所に改称
  - 10月 - 管轄支庁を泊居支庁に改称。

### 郡発足以降の沿革
- 1915年（大正4年）6月26日 - 「樺太ノ郡町村編制ニ関スル件」（大正4年勅令第101号）の施行により、行政区画として名好郡が発足。発足時は恵須取村、名好村、安別村が所属。泊居支庁北名好出張所が管轄。（3村）
- 1918年（大正7年）
  - 4月17日 - 共通法（大正7年法律第39号）（大正7年4月17日施行）1条2項で、樺太を内地に含むと規定され[42]、終戦まで基本的に国内法が適用されることとなった。
  - 6月 - 北名好出張所を名好出張所に改称。
- 時期不明 - 恵須取村が恵須取町となる。（1町2村）
- 1920年（大正9年） 5月1日 - 大正9年勅令第124号（樺太ニ施行スル法律ノ特例ニ関スル件）公布[43]。本郡の安別村西柵丹にはニヴフが居住していたことから、樺太に施行される法律に、勅令により若干の地方的又は種族法的な性質を有する特例を設けるとされた。ただし、勅令第124号廃止まで内地に準ずる扱いは変わらず。
- 1922年（大正11年）
  - 4月1日 - 「樺太ノ地方制度ニ関スル法律」（大正10年4月8日法律第47号）と、その細則「樺太町村制」（大正11年1月23日勅令第8号）を同時に施行。「部落総代規定」廃止。
  - 10月 - 鵜城支庁の管轄となる。
- 1923年（大正12年）4月1日 - 安別村が名好村に合併。（1町1村）
- 1924年（大正13年）12月25日 - 鵜城支庁が廃止され[44]、泊居支庁鵜城出張所の管轄となる[45]。
- 1929年（昭和4年）7月1日 - 樺太町村制の施行により、恵須取町、名好村（二級町村）が発足。（1町1村）
- 1938年（昭和13年）4月1日 - 恵須取町の一部が分立して塔路町（一級町村）が発足。（2町1村）
- 1940年（昭和15年）1月 - 管轄支庁が恵須取支庁に変更。
- 1941年（昭和16年）4月1日 - 名好村の一部に名好町（一級町村）、残部に西柵丹村（一級町村）が発足。（3町1村）
- 1942年（昭和17年）11月 - 恵須取町・塔路町の所属郡が恵須取郡に変更。（1町1村）
- 1943年（昭和18年）
  - 4月1日 - 「樺太ニ施行スル法律ノ特例ニ関スル件」（大正9年勅令第124号）が廃止され、内地編入。
  - 6月1日 - 樺太町村制が廃止され、樺太で町村制が施行される。二級町村は指定町村となる。
- 1945年（昭和20年）8月22日 - 日ソ中立条約を破棄したソ連軍の樺太侵攻後、ソビエト連邦により占拠される。
- 1949年（昭和24年）6月1日 - 国家行政組織法の施行のため法的に樺太庁が廃止。同日名好郡消滅。